# Jermaine Gonzales
Jermaine Gonzales (Kitson Town, 26 november 1984) is een Jamaicaanse atleet, die zich heeft gespecialiseerd in de 400 m. Hij nam tweemaal deel aan de Olympische Spelen, maar won hierbij geen medailles.

## Loopbaan
Zijn eerste succes behaalde Gonzales in 2002 bij de Centraal-Amerikaanse en Caribische jeugdkampioenschappen in Bridgetown. Hier won hij de individuele 400 m en met zijn teamgenoten Kimani Williams, Jermaine Myers en Greg Little de 4 x 400 m estafette. In datzelfde jaar won hij ook beide onderdelen bij de Carifta Games in Nassau.
In 2004 nam Gonzales deel aan de Olympische Spelen van Athene als lid van de Jamaicaanse 4 x 400 m estafetteploeg, die verder bestond uit Michael Campbell, Michael Blackwood en Davian Clarke. Het viertal overleefde de serie niet, want werd gediskwalificeerd. Bij de Gemenebestspelen 2006 won hij een bronzen medaille op de 400 m en de 4 x 400 m estafette.
Doordat hij op de Olympische Spelen van 2012 in Londen bij de 4 x 400 m estafette een spier verrekte, bereikte de Jamaicaanse ploeg de finish niet.

## Titels
- Centraal-Amerikaans en Caribisch jeugdkampioen 400 m - 2002
- Centraal-Amerikaans en Caribisch jeugdkampioen 4 x 400 m estafette - 2002
- Carifta Games juniorkampioen 400 m - 2002
- Carifta Games juniorkampioen 4 x 400 m estafette - 2002

## Persoonlijke records
Outdoor
| Afstand | Prestatie | Datum        | Plaats      |
| ------- | --------- | ------------ | ----------- |
| 200 m   | 20,79 s   | 9 mei 2012   | George Town |
| 300 m   | 32,49 s   | 27 mei 2010  | Ostrava     |
| 400 m   | 44,40 s   | 27 juli 2010 | Monaco      |

## Palmares

### 400 m
Kampioenschappen
- 2001:  WK voor B-junioren - 47,51 s
- 2002:  Centraal-Amerikaanse en Caribische jeugdkamp. - 45,80
- 2002:  Carifta Games - 46,88 s
- 2002:  WJK - 45,84 s
- 2006:  Gemenebestspelen - 45,16 s
- 2011: 4e WK - 44,99 s
- 2012: 6e in serie OS - 46,21 s

Diamond League-podiumplekken
- 2010:  Athletissima – 44,72 s
- 2010:  Meeting Areva – 44,63 s
- 2010:  Herculis – 44,40 s
- 2010:  Aviva London Grand Prix – 44,80 s
- 2010:  Weltklasse Zürich – 44,51 s
- 2011:  Golden Gala – 45,43 s
- 2011:  Adidas Grand Prix – 45,16 s
- 2011:  Ahtletissima – 45,27 s
- 2011:  Meeting Areva – 45,43 s
- 2011:  DN Galan – 44,69 s
- 2011:  Aviva London Grand Prix – 44,85 s
- 2011:  Weltklasse Zürich – 45,39 s

### 4 x 400 m estafette
- 2002:  Centraal-Amerikaanse en Caribische jeugdkamp. - 3.07,61
- 2002:  Carifta Games - 3.09,21
- 2004: DSQ OS
- 2006:  Gemenebestspelen - 3.01,94
- 2011:  WK - 3.00,10
- 2012: DNF OS